# Medio Atrato
Medio Atrato est une municipalité située dans le département de Chocó, en Colombie.